# Agrippina die Jüngere

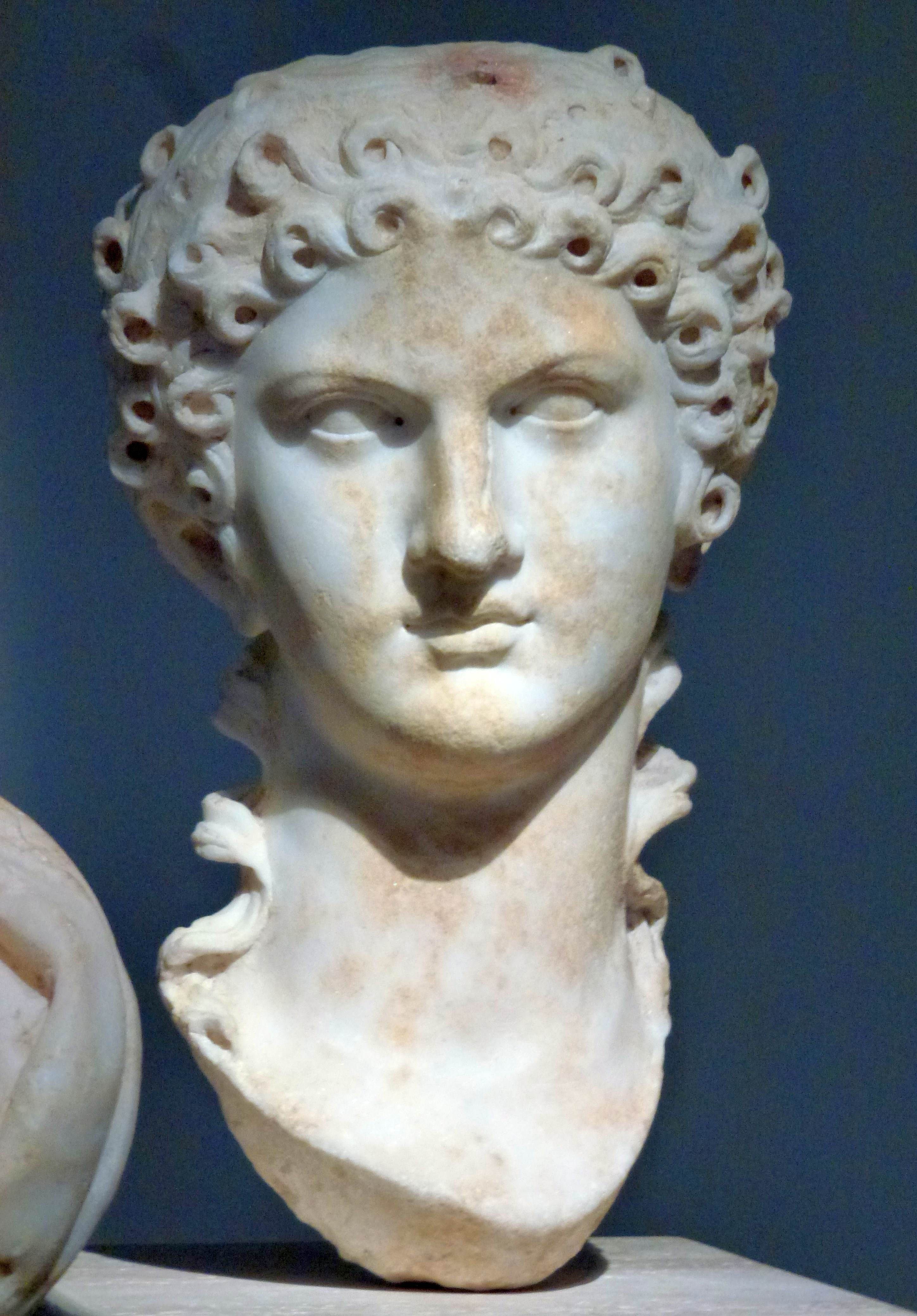
Agrippina die Jüngere; Büste im Landesmuseum Württemberg, Marmor, 40,5 cm, 50er Jahre n. Chr.

Iulia Agrippina (* 6. November 15 oder 16 n. Chr. in Oppidum Ubiorum geboren, heute Köln; † 59 in Kampanien), zur Unterscheidung von ihrer Mutter oft Agrippina die Jüngere (lateinisch: Agrippina minor) genannt, war eine Tochter des Germanicus und der älteren Agrippina und damit Angehörige der julisch-claudischen Dynastie. Sie war die Schwester Caligulas, Mutter Neros und Frau des Kaisers Claudius.

## Familie
Agrippina war das siebte von mindestens neun Kindern von Germanicus Iulius Caesar und Vipsania Agrippina, auch Agrippina die Ältere genannt. Sie war Urenkelin des Augustus und gehörte damit zum engsten Umfeld der Kaiserfamilie. Auf Anweisung Augustus’ adoptierte Agrippinas Großonkel Tiberius ihren Vater Germanicus. Tiberius wurde damit rechtlich zu ihrem Großvater. Zu ihren Geschwistern gehörten Nero Caesar und Drusus Caesar, die 20 n. Chr. von Tiberius als potentielle Thronfolger adoptiert, aber 30 bzw. 33 n. Chr. hingerichtet wurden, der spätere Kaiser Caligula sowie Drusilla und Iulia Livilla.

## Leben
Agrippina wurde im Oppidum Ubiorum, benannt nach den dort angesiedelten Ubiern, an der Stelle des späteren Köln, geboren. Zu diesem Zeitpunkt war Germanicus der Oberbefehlshaber der in Germanien kämpfenden Legionen. Bald nach Agrippinas Geburt wurde Germanicus von Tiberius von der Rheingrenze abberufen und in die östlichen Gebiete entsandt, wo er ebenfalls eine hohe Machtposition besetzte, bevor er unter unklaren Umständen starb. Von dem guten Ruf ihrer Eltern profitierte auch die junge Agrippina. 
Über ihr Leben ist bis zum Tod des Tiberius im Jahr 37 n. Chr. nicht viel bekannt. In ihrer Jugend lebte sie wahrscheinlich bei ihrer Großmutter Antonia in Rom, während ihre Eltern in den Osten zogen. Sie erhielt Unterricht im Lesen und Schreiben und eine grundsätzlich gute Bildung.
In erster Ehe war sie seit 28 n. Chr. mit Gnaeus Domitius Ahenobarbus verheiratet, mit dem sie im Jahr 37 n. Chr. ihren einzigen Sohn hatte, Lucius Domitius Ahenobarbus, den späteren Kaiser Nero. Nachdem ihr Bruder Caligula sie zu Beginn seiner Herrschaft zusammen mit den beiden Schwestern Drusilla und Iulia Livilla wie Göttinnen hatte verehren lassen, verdächtigte er nach Drusillas Tod die beiden anderen Schwestern, sich zusammen mit ihrem Schwager Marcus Aemilius Lepidus gegen ihn verschworen zu haben, und schickte Agrippina 39 n. Chr. in die Verbannung auf die Felseninsel Pontia, von der sie erst nach seiner Ermordung 41 n. Chr. zurückkehren konnte. Ihr erster Mann verstarb 40 n. Chr. infolge einer Krankheit. Nach ihrer Rückkehr heiratete sie in zweiter Ehe Gaius Sallustius Crispus Passienus, einen wohlhabenden und einflussreichen Senator, der wohl 47 n. Chr. verschied; laut Sueton kam er durch die Heimtücke Agrippinas um.
Im Jahr 49 n. Chr. heiratete Agrippina dann ihren Onkel Claudius als dessen vierte Ehefrau, wofür eigens ein Gesetz geändert werden musste, das die Heirat zwischen Onkel und Nichte verbot. Danach gelang es ihr, ihre Position am Hof zu stärken und die ihrer Gegner und Gegnerinnen zu schwächen. Claudius erhoffte sich durch die Verbindung mit Agrippina, die im Unterschied zu ihm von Kaiser Augustus abstammte, zusätzliche dynastische Legitimation. Auch in der Außendarstellung stärkte die Heirat daher Agrippinas Einfluss und ihr Ansehen, weshalb sie mit Statuen und Inschriften geehrt wurde.
Agrippina hatte durch ihre neue Stellung zwar keine rechtliche oder institutionelle Position inne, aber eine faktische politische Macht, die sie für sich beanspruchte und ausübte. Aus Bildzeugnissen und der ihr vorwiegend feindlich gesinnten Geschichtsschreibung wird deutlich, dass sie nicht dem traditionellen Frauenbild entsprach. Sie versuchte, für ihren Sohn die Thronfolge zu sichern, obwohl Claudius selbst einen Sohn, Tiberius Claudius Caesar Germanicus, auch Britannicus genannt, aus der Ehe mit Valeria Messalina hatte. Im Februar des Jahres 50 n. Chr. adoptierte Claudius den 12-jährigen Lucius, der nun als Nero Claudius Caesar Drusus Germanicus in der Thronfolge vor seinem jüngeren Stiefbruder Britannicus stand und ihn damit als unmittelbaren Nachfolger verdrängte, was eine Stärkung des zukünftig schlechten Rufes Agrippinas zur Folge hatte. Zudem verlieh Claudius seiner Frau nun den Titel Augusta. Sie war damit die erste römische Kaiserfrau, der dieser Titel zu Lebzeiten ihres Gatten verliehen wurde, und verfügte zudem über volles Münzrecht. Daher konnte Agrippina auf reichsweiten Prägungen auch ohne Nennung oder Porträt des Princeps dargestellt werden. Ihre Macht zeigt sich ebenso in der Gründung der nach ihr benannten Colonia Claudia Ara Agrippinensium 50 n. Chr., womit die Siedlung an ihrem Geburtsort vom Oppidum zu einer Colonia civium Romanorum erhoben wurde, deren Einwohner, zunächst meist Veteranen, römisches Bürgerrecht hatten.
Nero wurde mit 13 Jahren für volljährig erklärt und zum Senator und Prokonsul ernannt. Mit 16 Jahren wurde er 53 n. Chr. mit seiner 13-jährigen Stiefschwester Claudia Octavia, der Tochter des Claudius und der Valeria Messalina, verheiratet. Durch die Adoption Neros war dieser offiziell zu ihrem Bruder geworden, den sie nach römischem Recht nicht heiraten durfte, weshalb Claudia zuvor per Adoption pro forma zu einer Octavierin gemacht wurde. Im selben Jahr, als ihr Vater Claudius verstarb, wurde Octavia 54 n. Chr. zur Augusta. Als Mutter Neros erhielt Agrippina zu seiner Regierungszeit Unterstützung durch den Prätorianerpräfekten Sextus Afranius Burrus, einen Berater und Lehrer Neros, sowie den Philosophen Seneca, die beide durch Agrippina eine höhere Stellung erhielten.

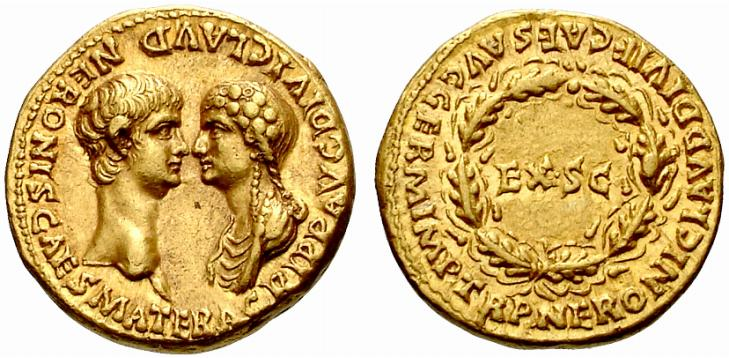
Agrippina mit Nero auf einem Aureus

Tacitus zufolge hatte Agrippina ihren Mann Claudius mit Hilfe der Giftmischerin Lucusta vergiften lassen, um ihrem Sohn Nero zur Macht zu verhelfen. Anfangs hatte sie nach dem Tod des Claudius vielleicht darauf gehofft, die faktische Macht selbst ergreifen zu können, wie eine Münze mit der Aufschrift „Agrippina Augusta, Frau des vergöttlichten Claudius, Mutter von Nero Caesar“ annehmen lässt. Auch ließ sich Agrippina nun als Göttin des Glücks (Fortuna) darstellen. In den ersten Jahren übte sie noch starken Einfluss auf Neros Regierung aus, verlor diesen aber in den folgenden Jahren. Im Jahr 59 n. Chr. ließ Nero seine Mutter ermorden. Diese Tat wurde noch zu Anfang des 20. Jahrhunderts mit dem sogenannten Cäsarenwahnsinn in Verbindung gebracht. Inzwischen gibt es auch andere Sichtweisen. Nach ihrem Tod erklärte der Senat ihren Geburtstag zum dies ater („Schwarzer Tag“). Seneca rechtfertigte die Tötung Agrippinas vor den Senatoren.
Wie bei den meisten Angehörigen des julisch-claudischen Geschlechts ist das Bild Agrippinas von der Darstellung in den antiken Quellen geprägt (vor allem Tacitus und Sueton), die kaum eine objektive Beurteilung zulassen. Tacitus zog in seinen Annales nach eigenen Angaben die von ihr verfassten Memoiren heran.

## Agrippina minor als Königsmacherin
Agrippina leitete diverse Schritte ein, um ihren Sohn zum nachfolgenden Herrscher zu machen. Sie beorderte Lucius Annaeus Seneca zurück, um ihn als seinen Tutor einzustellen. Der Senator und Komplize der Livilla wurde zuvor von Messalina ins Exil nach Korsika geschickt.
Des Weiteren setzte sich Agrippina zum Ziel, die Treue und Loyalität des Militärs für sich zu gewinnen. In der Prätorianergarde ernannte sie den Soldaten Afranius Burrus zum Befehlshaber und ersetzte allmählich die alten Soldaten durch neue, ihrem Vater Germanicus loyale. Bei Veranstaltungen trug sie eine Chlamys und soll überdies neben ihrem Mann gesessen haben, wodurch sie sich mit ihm gleichstellte.
Die antiken Quellen zeichnen dabei das Bild eines passiven Claudius. Derweil verlieh er ihr den Titel der Augusta, welchen er Messalina zuvor verwehrte und bewarb Münzen, die ihr Abbild trugen. Er adoptierte ihren Sohn Domitius 50 n. Chr. und verlieh ihm den Namen Nero. Dieser war drei Jahre älter als Britannicus und wurde 53 n. Chr. mit Claudius’ Tochter Octavia verheiratet.
Britannicus negierte seinen Adoptivbruder und soll ihn einst bei seinem Geburtsnamen, Domitius, genannt haben. Als Agrippina dies erfuhr, berichtete sie Claudius davon und warf Britannicus Verrat vor. Claudius erlaubte ihr, Britannicus’ Tutoren zu entlassen und neue einzustellen.
Im späten 54 n. Chr. stand Britannicus kurz vor seinem 13. Geburtstag. Zu diesem Zeitpunkt wurde Claudius krank und starb kurz darauf in der Nacht zum 13. Oktober 54 n. Chr. in Folge einer Vergiftung, weshalb sein Adoptivsohn Nero im Alter von 16 Jahren zum Herrscher des Römischen Reiches ernannt wurde. Gerüchten zufolge vergiftete Agrippina ihren Mann Claudius, um seinem leiblichen Sohn Britannicus den Herrschaftsanspruch zu verwehren.
Insgesamt brachte Agrippina sechs Jahre damit zu, ihrem Sohn den Herrschertitel zu sichern. Nun erwartete sie eine Gegenleistung, die einen nicht unbeträchtlichen Machtanteil versprechen sollte. Fortan bewegte sie sich in Rom in Begleitung zweier Liktoren fort und gab den Prätorianern Befehle.
Zunächst störte sich Nero nicht daran, dass seine Mutter so viel Macht innehatte. Münzen zeigten sie gemeinsam und erstmalig war das Porträt einer lebenden Frau auf der Münzvorderseite abgebildet.

## Der Muttermord
Allmählich wurde Neros Missfallen darüber, dass er sich die Macht mit seiner Mutter teilen musste, unverkennbar. So flaute ihr Einfluss zu Beginn des Jahres 55 n. Chr. ab. Ein wesentlicher Auslöser dafür waren Neros Liebschaften. Seine Ehe mit Octavia wurde von Agrippina orchestriert, um ihrem Sohn den Herrschaftsanspruch zu sichern. Nero konnte dem Bund jedoch nichts abgewinnen und ging stattdessen ein Verhältnis mit der freigelassenen Claudia Acte ein. Dem Geschichtsschreiber Tacitus zufolge habe sie infolgedessen den Prätorianern befohlen, Nero zu verdrängen und ihn durch Britannicus ersetzen zu lassen. Wenige Wochen später wurde dieser kurz vor Erreichen seines 14. Lebensjahres, auf die Anweisung von Nero hin, während eines Staatsbanketts vergiftet. Offiziell erlag er seiner Epilepsie. Mit dem Mord an seinem Adoptivbruder erklärte Nero seine Unabhängigkeit von Agrippina. Ihr Porträt auf den Münzen erschien nun hinter dem ihres Sohnes und schwand später gänzlich. Ferner demonstrierte Nero seine Überlegenheit, indem er seiner Mutter die Leibwächter entriss, ihr eine Residenz außerhalb des Kaiserpalastes zuwies und sie zur Persona non grata deklarierte.
Einige Jahre später verliebte er sich in die acht Jahre ältere Poppaea Sabina. Sie war die ehemalige Frau des Prätorianerpräfekten Rufrius Crispinus, den Agrippina zuvor aus seiner Führungsposition verdrängt hatte, und wollte nun zu seiner Gemahlin werden, was einer Freigelassenen jedoch rechtlich verwehrt war. Poppaea stellte Nero vor ein Ultimatum: Sie würde ihn für ihren ehemaligen Gatten verlassen, sollte er seiner Mutter nicht endgültig Einhalt gebieten.
Im Frühling 59 n. Chr. beschloss Nero, seine Mutter zu töten. Nach einem gescheiterten Versuch in Baiae, einem Erholungsort in Neapel, bei dem er seine Mutter mit einem präparierten Boot versinken lassen wollte, entsandte er einen vom Flottenpräfekten Anicetus angeführten Trupp von Marinesoldaten, die Agrippina umbrachten. Der Leichnam der Verstorbenen wurde eingeäschert und ohne Zeremonie oder Monument beigesetzt. Ihr Diener Mnester brachte sich danach um. Mit dem Mord an Agrippina ist Nero der einzige römische Kaiser, der einen Muttermord beging. Der Muttermord galt später als Hauptmotiv jener Verschwörer, die zuvor versucht hatten, Nero 65 n. Chr. zu stürzen, und der rebellischen Legionen, die ihn drei Jahre später verdrängt und zum Suizid gezwungen hatten.
Festzuhalten bleibt, dass Agrippina Minor in ihren 30 Jahren politischen Daseins drei Mal Zugang zur imperialen Macht erlangte: Beim ersten Mal als Schwester Caligulas, beim zweiten Mal als Gattin des Claudius und zuletzt als Mutter Neros. Sie war die einzige Frau Roms, welche die Macht eines Kaisers öffentlich ausübte.

## Gründung Kölns
Agrippina die Jüngere traf eine historisch bedeutsame Entscheidung, indem sie die erste römisch-rechtlich organisierte Stadt im Rheinland, das heutige Köln, gründete. Als Tochter des Germanicus musste sie im Umkreis ihres Geburtsortes präsent sein. Mit der Gründung der Colonia Claudia Ara Agrippinensium, einer Veteranenkolonie in der Stadt der Ubier, wollte sie den verbündeten Völkern so ihre Macht demonstrieren. Zwar gab es bereits Städte, welche nach Frauen benannt wurden, jedoch handelte es sich dabei um hellenistische Königreiche mit einer monarchisch-dynastischen Struktur. Damit war Agrippinas Vorgehen und die damit verbundene Benennung einer Stadt nach ihrem Namen ein gänzlich fremdes Unternehmen hinsichtlich römischer Vorstellungen. Die Colonia Claudia Ara Agrippinensium war die erste Kolonie nach römischem Abbild, die den Namen einer lebenden Frau trug.
Ihr Vorgehen war durch Claudius inspiriert, welcher Lugdunum, den zentralen Ort der gallischen Provinzen, den Beinamen Claudia gab. Für Agrippina bedeutete diese Koloniegründung eine Gleichstellung mit ihrem Mann, da sie die Gründung noch im gleichen Jahr ihrer Hochzeit mit Claudius vollzog. Es war ein Mittel Agrippinas, um ihre eigene Position innerhalb des politischen Machtsystems zu stärken.

### Veränderung für die Stadt
Die Stadt war, ebenso wie Moguntiacum, ein Statthaltersitz für den obergermanischen Heeresbezirk. Mit der Gründung der Kolonie änderte sich für das oppidum Ubiorum nicht nur der Name, sondern die Stadt erhielt auch ein römisches Stadtgesetz, welches in einem für die Öffentlichkeit zugänglichen Gebäude ausgestellt wurde. Zudem führte die Stadtgründung zu einer systematischen Ansiedlung von ausgedienten Soldaten, welche zu dem damaligen Zeitpunkt noch überwiegend in Italien rekrutiert wurden. Dies resultierte in einer erheblichen Verstärkung des italienischen Rechts.
Die Gründung der Kolonie hatte zudem auch urbane Folgen für das Gebiet, da eine römische Kolonie stets auf bauliche Einrichtungen wie das Capitolium, die Curia, die Basilica oder eine Stadtmauer bestand. Für dieses Vorhaben stellte der Kaiser finanzielle Mittel und die Arbeitskraft seiner Truppen bereit.
Wenn Agrippina die Jüngere im Jahre 50 n. Chr. keine Kolonie im oppidum Ubiorum gegründet hätte, würde die heutige Stadt Köln einen anderen Namen tragen.

## Rezeption

### Allgemein
Allgemein ist Agrippinas Rezeption bis heute weitestgehend negativ. Eine philologische Analyse der neueren Zeit zeigt allerdings Widersprüche in den Darstellungen der antiken Autoren, was auf eine feindliche Haltung gegen Agrippina die Jüngere schließen lässt.
In den Darstellungen des Tacitus lässt sich erkennen, dass er diese vorwiegend auf Persönlichkeiten beschränkt. So nutzte er ähnliche Vergleichskriterien für historische Figuren. Agrippina und Livia waren beide Mütter von Kaisern (Livia von Tiberius, Agrippina von Nero) und Frauen von Kaisern (Livia von Augustus, Agrippina von Claudius). Zwar waren sie in Tacitus’ Darstellungen individuelle Charaktere, beide wurden aber vergleichbar negativ dargestellt. Tacitus benutzt identische Begriffe zur Beschreibung von Agrippina und Livia, wodurch eine Verbindung zwischen den beiden Frauen unvermeidbar wird, hier zum Nachteil von Livia (z. B. „impotentia“ (Unfähigkeit zur Zurückhaltung)). Hayden White stellte 1973 die Theorie auf, dass Historiker eigentlich Künstler seien, die historischen Ereignissen einen ästhetischen und moralischen Sinn gäben. Zudem gleiche die antike Geschichtsschreibung überwiegend dem heutigen Genre des historischen Romans. Erst das Europa des 19. Jahrhunderts habe die Geschichtswissenschaft neu erfunden. Die Darstellungen von Agrippina und anderen antiken Figuren sollten infolgedessen nicht unbedenklich rezipiert werden.
Tacitus bietet eine kunstvolle, individuelle Darstellung, wofür er das historische Quellenmaterial bewusst auswählte und überarbeitete. Allerdings sind seine Werke nicht als Fiktion zu klassifizieren, da der Text nicht nur durch seine eigene Existenz besteht, sondern es einen historischen und politischen Kontext gibt. Mit dieser bewussten und gezielten Darstellung Agrippinas bringt Tacitus seine starke Abneigung gegenüber der julisch-claudische Dynastie zum Ausdruck.

### Bildende Kunst: Antike bis Gegenwart
Agrippina wurde in Kampanien ermordet und bestattet. Nero stand den Reaktionen der Einwohner Kampaniens skeptisch gegenüber, da einige von ihnen nach Agrippinas Tod zu ihr eilten, unwissentlich, dass sie sich damit gegen ihren Prinzeps wandten. Sie willigten schließlich öffentlich in Neros offizielle Auslegung der Ereignisse – Agrippinas Selbstmord – ein und offenbarten sich damit als Komplizen, wenn schon nicht am Mord, dann an seinen Nachwirkungen. Agrippinas Mord zwang die Bewohner Kampaniens, sich zu ihr oder Nero zu bekennen, wovor sich viele Zeitgenossen inmitten der politischen Unruhen scheuten.
Das gleiche Problem findet sich im archäologischen Andenken der Region: in Puteoli wurde Agrippinas Name von einem Monument zum Gedenken lokaler Spiele entfernt, während in Herculaneum eine große Statuengruppe, die ihren Namen und ihr Abbild darstellte, sowie viele andere Inschriften im und um den Golf von Neapel, bis nach ihrem Tod bewahrt wurden. Die Einwohner von Kampanien gedachten also ihrer Augusta, aber waren sich in der Orientierung dieses Gedenkens uneinig.
Nach ihrer Rückkehr aus dem Exil 41 n. Chr. wurde Agrippina eine überdurchschnittliche Präsenz in Bildwerken überall im Reich zuteil. Zu Beginn von Neros Herrschaft wurden Darstellungen von ihr aktiv gefördert und anschließend gehemmt, wie es beispielsweise auf den Münzbildern der Fall war. Im Barock entstanden häufig pathetisch-makabere Szenen zwischen der Mutter und ihrem Sohn: Nero schaut die tote Mutter an, welche nackt ausgestreckt vor ihrem Sohn und seinem Gefolge liegt (Gemälde von Antonio Zanchi um 1670). In einem Gemälde von Antonio Rizzi 1894 wird eine dramatischere Szene dargestellt: Die verzweifelte Agrippina kniet vor Nero auf seinem Thron, während sich seine Berater und die früheren Vertrauten Agrippinas hinter ihn stellen. 1878 zeichnete John William Waterhouse die Beziehung in einem neuen Licht: Neros Reue über den Muttermord steht im Fokus. 1900 bildet Jan Styka Neros rasende Wut gegenüber Agrippina ab. Honoré Daumier zeichnete 1841 eine Karikatur der Beziehung, in der Agrippina als streitsüchtiges altes Weib dargestellt wird. Auf einem Marmorrelief aus dem Sebasteion in Aphrodisias (Kultstätte zu Ehren der julisch-claudischen Kaiserfamilie) wird eine andere Szene dargestellt: Nero in militärischer Tracht neben Agrippina, die ihm den Lorbeerkranz aufsetzte.

### Andenken der Stadt Köln an Agrippina

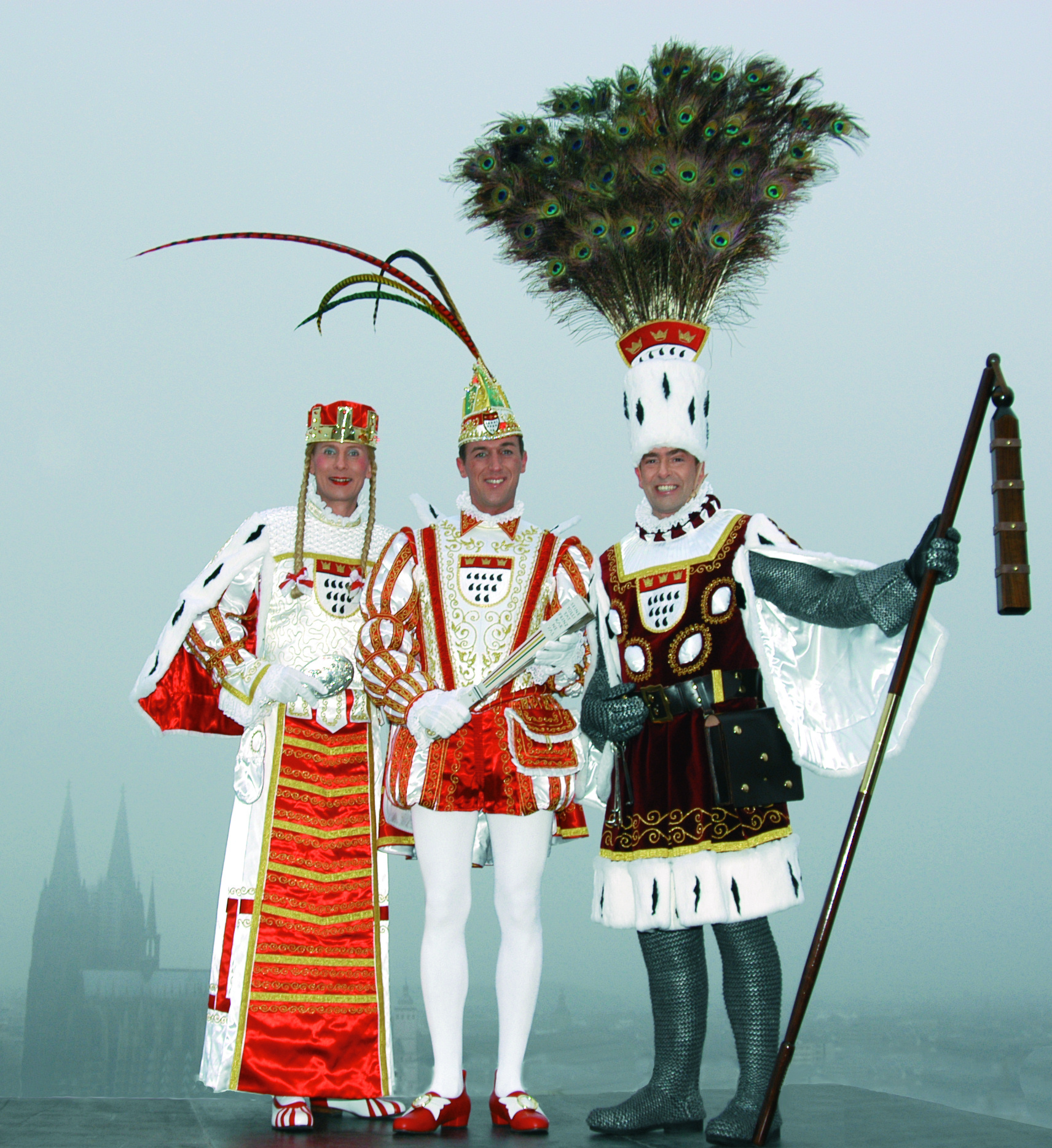
Das römische Gewand der Kölner Jungfrau (links) symbolisiert Agrippina

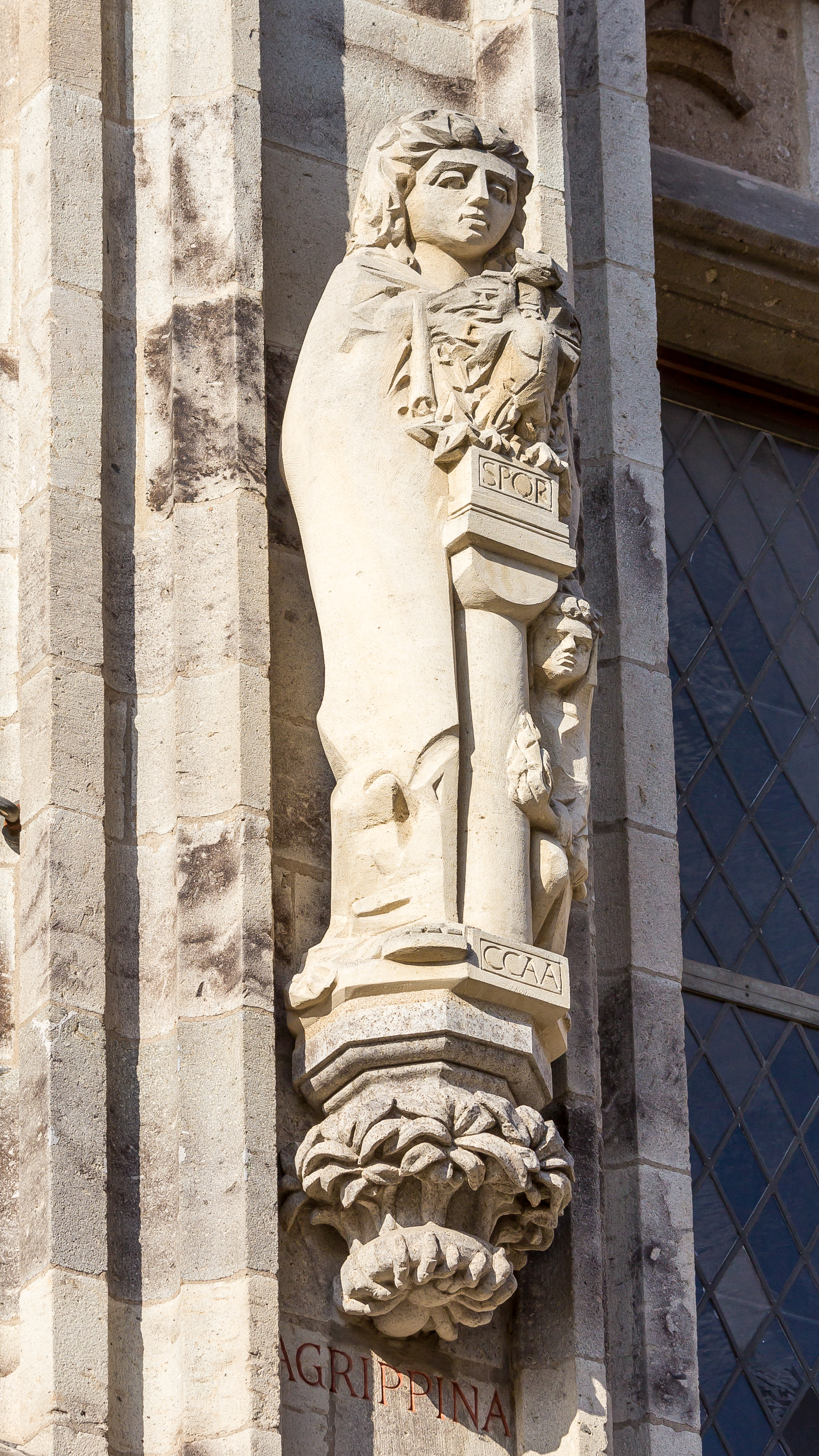
Figur der Agrippina am Turm des Kölner Rathauses

## Darstellungen

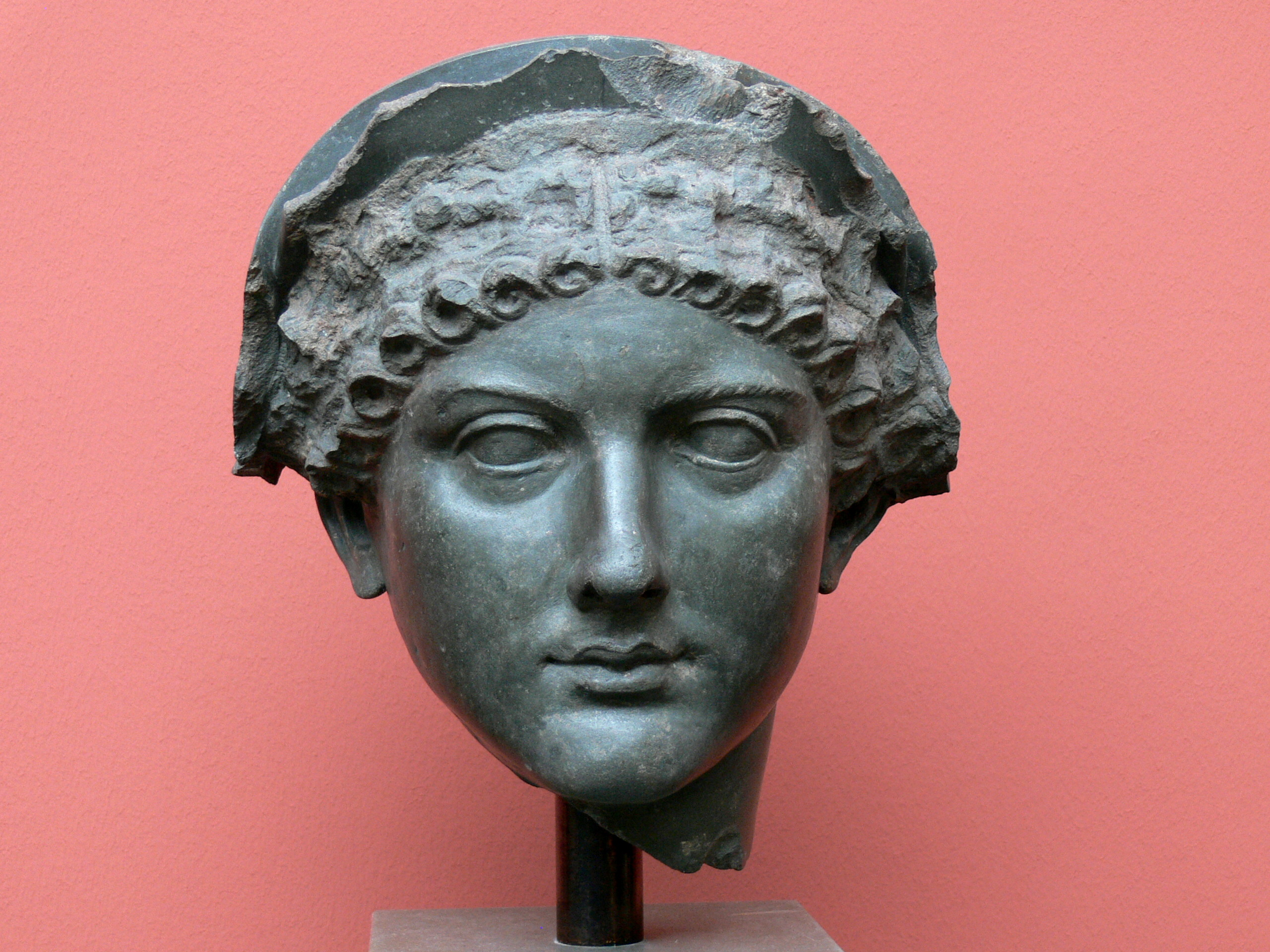
Büste Agrippinas der Jüngeren, Ny Carlsberg Glyptotek
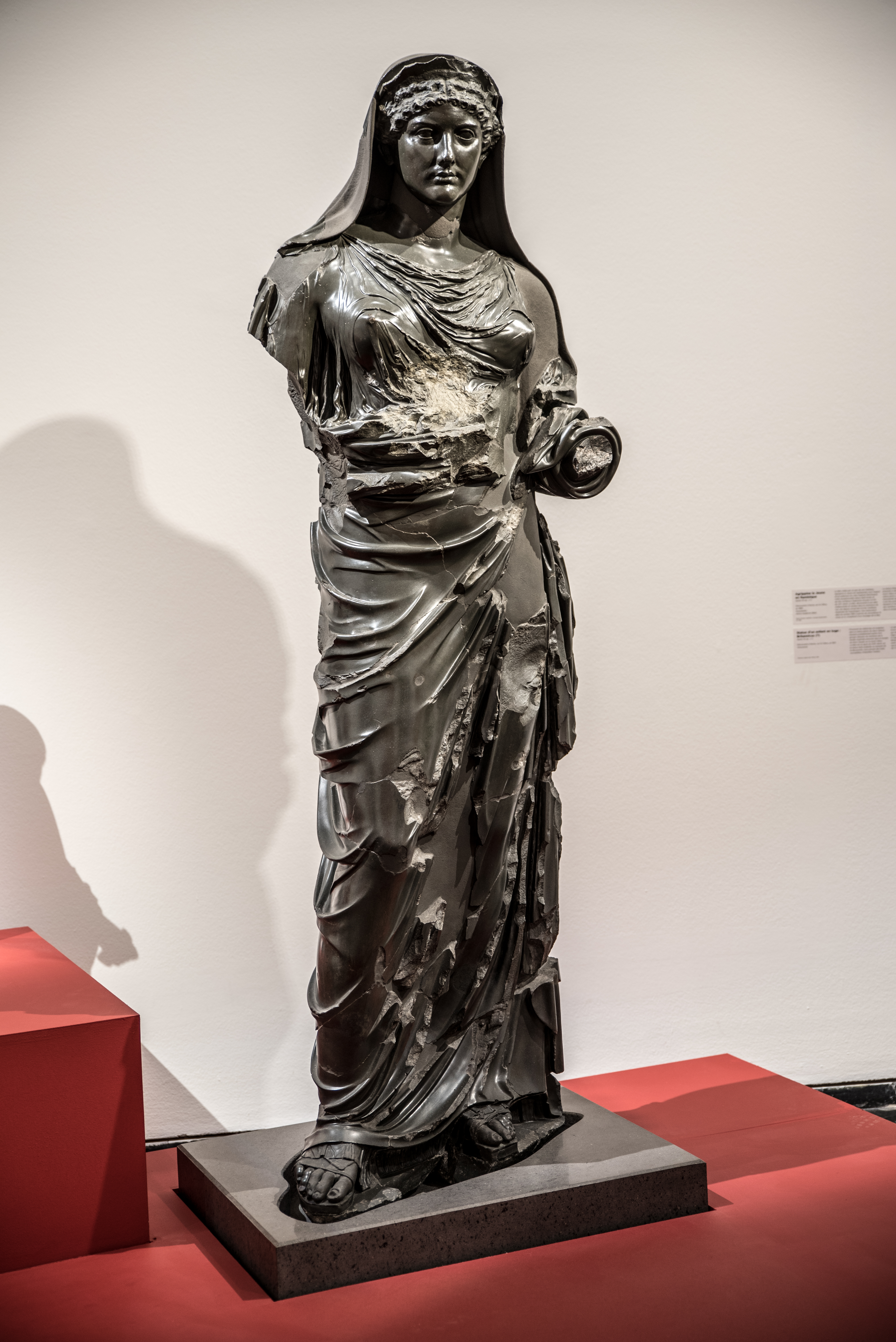
Statue Agrippinas der Jüngeren, gefunden 1885, aus Basanit
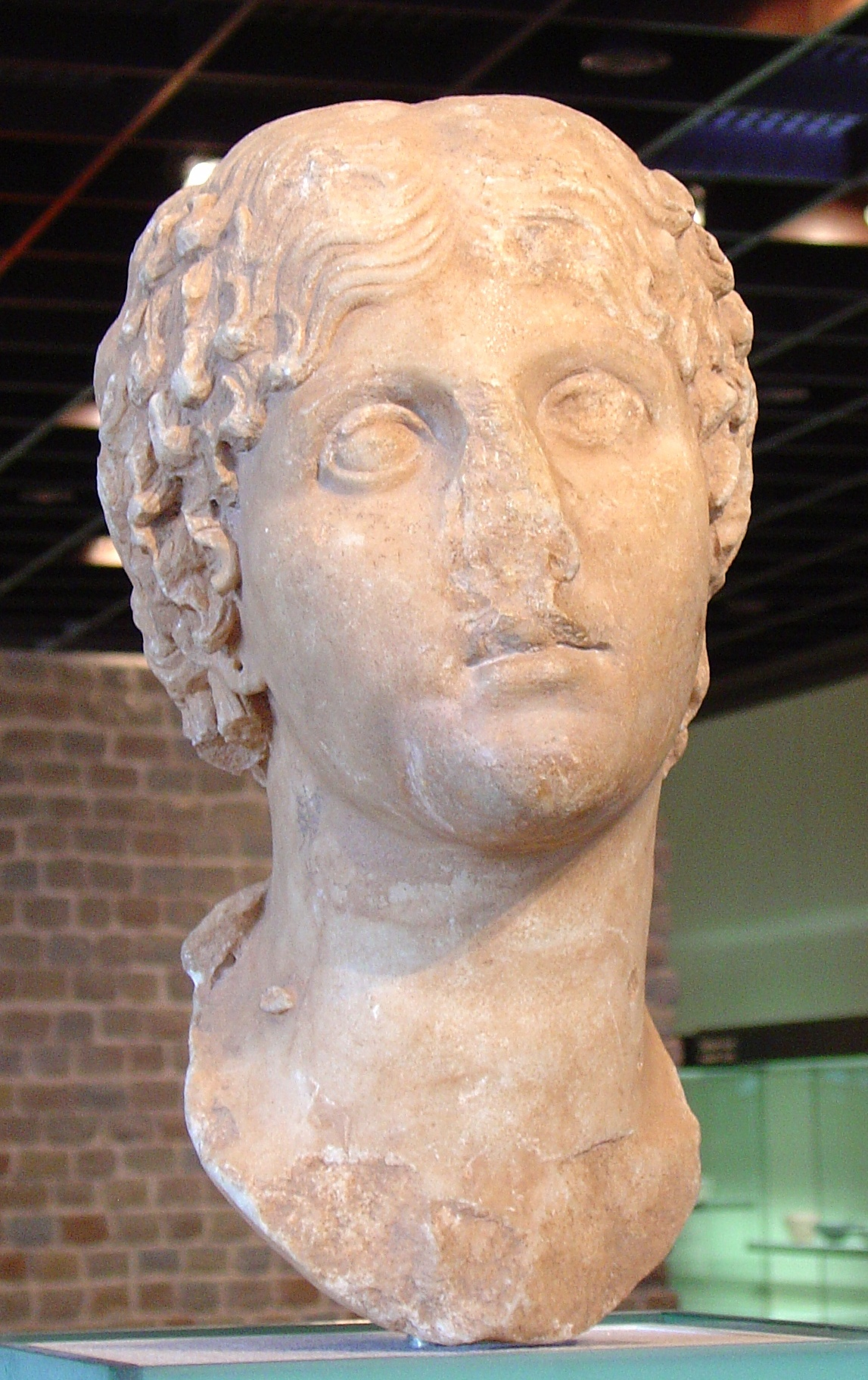
Büste Agrippinas der Jüngeren im Römisch-Germanischen Museum, Köln
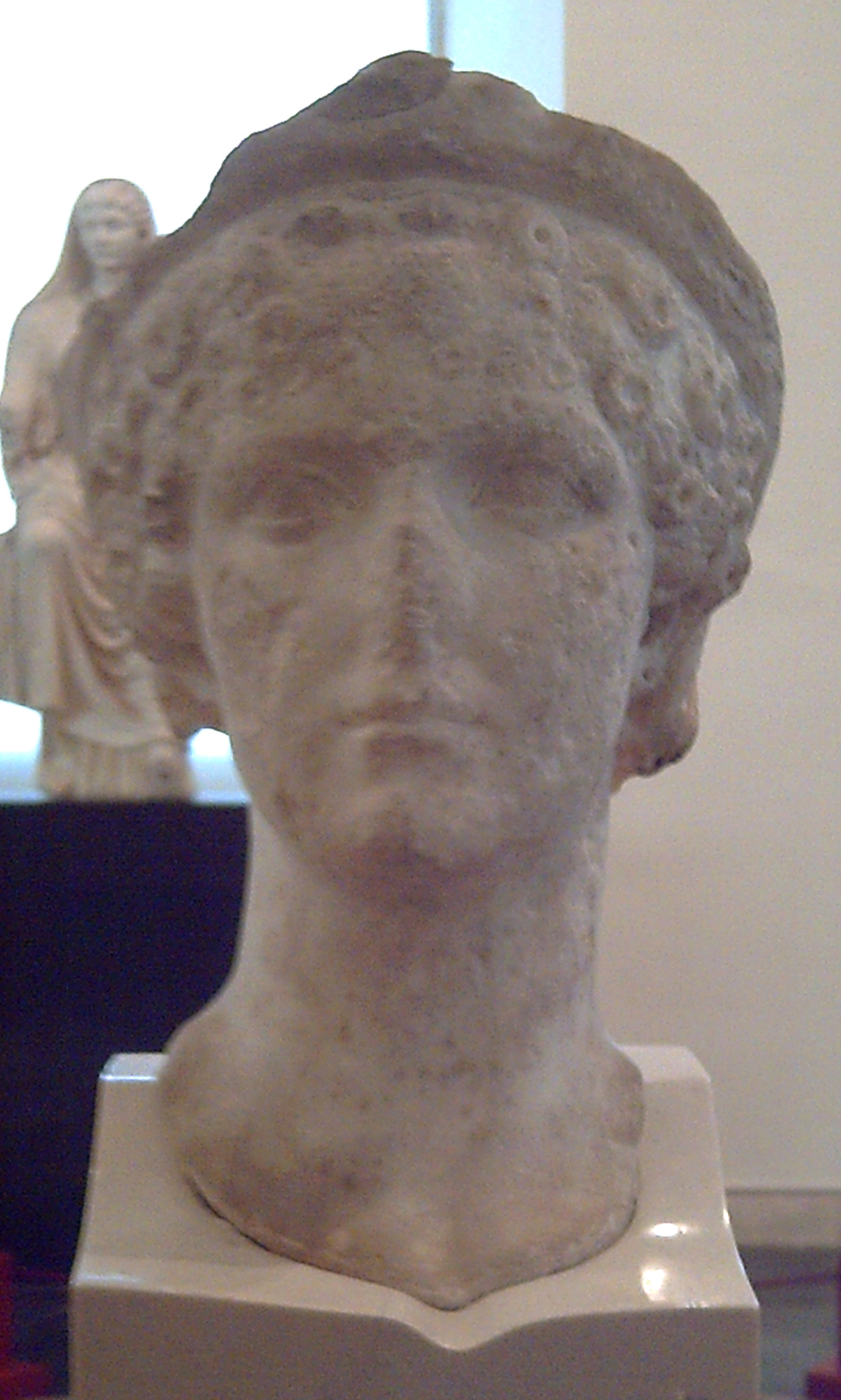
Marmorbüste Agrippinas der Jüngeren, aus der Stadt Emerita Augusta, heute Mérida
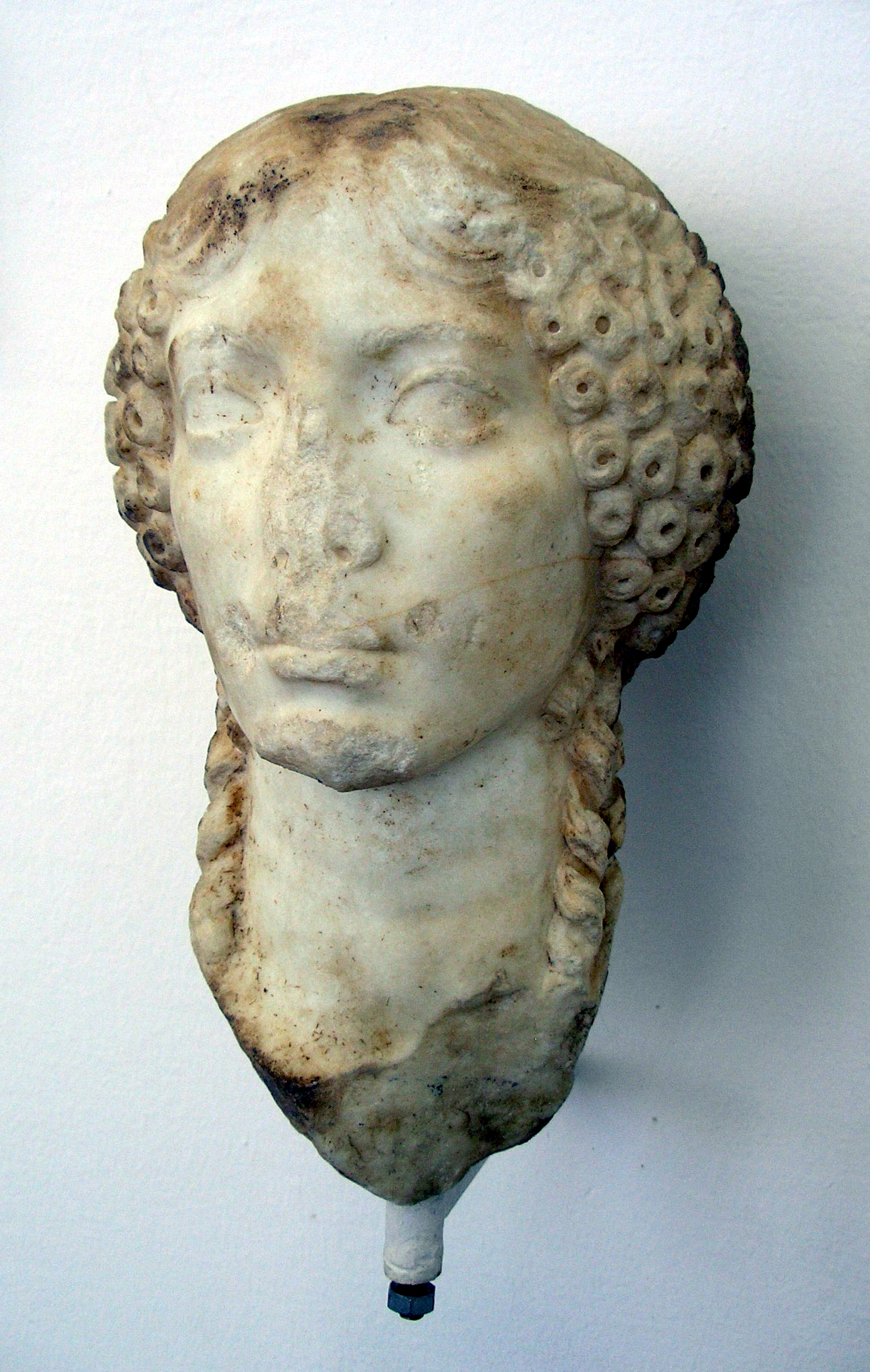
Marmorbüste Agrippinas der Jüngeren, Archäologisches Museum Istriens, Pula